# 門別温泉
門別温泉（もんべつおんせん）は、北海道沙流郡日高町字富浜にある温泉。

## 泉質
- ナトリウム - 塩化物泉（低張性アルカリ性低温泉）
  - 源泉温度 32.2℃、pH 8.8（アルカリ性）、湧出量 毎分480リットル
  - 黄褐色透明、無味、無臭
  - モール泉と推定される。[1]

## 温泉地
日高町営の日帰り入浴施設「門別温泉とねっこの湯」が存在する。内風呂と露天風呂があり、加温はしているが日高地方では数少ない掛け流し温泉である。

## 歴史
- 1999年(平成11年) - 開湯。

## アクセス
- 鉄道 : JR北海道日高本線富川駅よりバスで約5分、「町民センター」下車。
- 車：日高自動車道日高富川インターチェンジから約5分。